# Cor ten Bosch
Cor ten Bosch (Amsterdam, 12 mei 1951) is een Nederlands voetbaltrainer en voormalig voetballer.
Cor ten Bosch begint met voetballen bij Blauw-Wit uit zijn geboorteplaats Amsterdam. Op 17-jarige leeftijd wordt hij ingelijfd door Ajax waar hij echter niet weet door te breken tot de hoofdmacht. Via de amateurs van VV Aalsmeer belandt hij in 1972 bij De Volewijckers waar de verdediger alsnog zijn debuut maakt in het betaalde voetbal.
Ten Bosch speelt twee seizoenen met De Volewijckers in de eerste divisie, waar hij met name in het tweede jaar regelmatig in actie komt. Na de fusie van De Volewijckers met Blauw Wit en DWS in 1974 komt Ten Bosch nog uit voor de nieuwe fusieclub FC Amsterdam dat in de eredivisie speelt. Hierbij wordt nog slechts sporadisch een beroep op hem gedaan. In 1976 stapt hij over naar de amateurs van Zeeburgia.
Na zijn spelersloopbaan wordt Ten Bosch trainer in het amateurvoetbal. Hij is trainer van onder meer KBV SV Osdorp Türkiyemspor, HFC EDO, DWS, AFC en FC Breukelen. Sinds 2016 is Ten Bosch trainer van RODA'23, dat uitkomt in de Derde klasse van het zondagvoetbal.